# Osiedle Trzcińska (Skierniewice)
Osiedle Trzcińska – osiedle położone w południowej części miasta Skierniewic.

## Charakter osiedla
Osiedle charakteryzuje się zabudową jednorodzinną oraz kilkoma blokami. Nazwa osiedla wywodzi się od głównej ulicy Trzcińskiej.

## Komunikacja
Na osiedlu znajduje się przystanek Komunikacji Miejskiej MZK Skierniewice linia nr 6.
Blisko osiedla znajdują się połączenia innych linii autobusowych: 7, 10.